# Råttorna i muren
"Råttorna i muren" (The Rats in the Walls) är en novell av den amerikanske författaren H.P. Lovecraft som skrevs i augusti-september 1923. Den utkom första gången i den amerikanska science fiction- och skräcktidskriften Weird Tales i mars 1924.
Den utkom i en första svensk översättning 1973 i novellsamlingen "Skräckens labyrinter".

## Handlingen
Berättaren Delapore bestämmer sig för att rusta upp Exham Priory, som är hans förfäders bostad. Miljön i huset leder till hans mentala sammanbrott och inspärrande på sinnessjukhus.